# KBS 빅쇼
《KBS 빅쇼》는 대한민국 KBS에서 KBS 1TV로 방송된 열린음악회의 관련된 별개의 음악 프로그램이었다.

## 개요
한국 가요사를 대표하는 대형 가수들의 공개 음악회에 대한 위상을 강화하고, 대한민국 가요의 발전을 도모하기 위해 제작된 프로그램이다. 1994년 가을 개편에 편성되어 대형가수 1명만을 무대에 세워 자신들의 히트곡과 온 가족 모두가 들을 수 있는 다양한 종류의 음악을 선보이기 위한 콘서트 형식 음악쇼로 시작하였다. 방송 초기에는 가수 1인을 중심으로 하는 콘서트 형식이었다면, 중후반에 이르러 다양한 가수진들이 동시에 출연해 진행하는 형식도 진행되었다.
패티김(1회), 이미자(2회), 조용필(3회)과 같이 대한민국에서 위상을 갖춘 중견가수 위주의 출연진에서 시작했다. 이후 김건모와 신승훈과 같은 당대 대중적 인기를 지닌 가수와 H.O.T와 영턱스클럽, 지누션과 같은 신세대 위주의 젊은 가수에 이르기까지 폭넓은 범위의 출연진이 음악을 선보이며 시청자들의 사랑을 받았고 김형곤이 개그맨 최초 해당 프로그램에 출연한 뒤(96년 7월 27일) 서세원 (96년 10월 12일) 김미화(97년 10월 11일)가 해당 프로그램에 나오기도 했다.
IMF 여파 조정 개편으로 인하여, 1998년 1월에 폐지하였다.

## 방송 시간
KBS 1TV에서 광고방송(상업광고방송)을 폐지한 직후부터 토요일 오후 7시 또는 8시에 편성됐다가 1996년 6월 29일부터 7시 30분으로 이동했다.

## 방송 리스트

### 1994년
| 회차 | 방송일           | 메인 출연자                    | 타이틀                                     | 연출   | 영상 (풀버전) | 공연 내용 |
| ---- | ---------------- | ------------------------------ | ------------------------------------------ | ------ | ------------- | --- |
| 1회  | 1994년 10월 15일 | 패티김                         | 패티김 가을콘서트                          | 경명철 |               | 가을을 남기고 간 사랑 /고엽 / 산들 바람(테너 윤치호) / 9월의 노래 / 그대 없이는 못살아 / 미련(장현) / 못잊어 / 연인의 길 /Sous le ciel de Paris / C'est si bon ,If you love me /아 옛날이여(이선희) / 이별, /서울의 찬가 |
| 2회  | 1994년 10월 22일 | 이미자                         | 이미자 노래 35년                           | 이상흡 |               | 동백 아가씨 / 황혼의 블루스 / 열아홉 순정 / 흑산도 아가씨 / 비목 / 립스틱 짙게 바르고 / 칠갑산 /애비(이미자, 최백호) / 열애(최백호) / 봉선화 / 애수의 소야곡 / 사의 찬미 / 아픔 / 아씨 / 섬마을 선생님 / 노래는 나의 인생 |
| 3회  | 1994년 10월 29일 | 조용필                         | 조용필 인생 45                             | 경명철 |               | 킬리만자로의 표범 / 그대 발길 머무는 곳에 / 꿈 / 비련 어제 그리고 오늘 / 여행을 떠나요 / 황성 옛터 / 대전 블루스 /창 밖의 여자 / 친구여 |
| 4회  | 1994년 11월 5일  | 현미, 노사연                   | 현미 노사연 패밀리쇼                       | 이문태 |               | 밤안개(현미, 노사연) /만남(현미, 노사연) / 님 그림자(노사연) / 보고싶은 얼굴(현미) /사는게 뭔지(현미, 노사연, 노사봉, 김화선) / 미소(노사연, 노사봉) / 아마 없을걸(노사연, 노사봉, 이무송) / 떠날 때는 말없이 (현미) / 총각김치(엄앵란) / 소양강 처녀(현미, 노사연) / 눈물젖은 두만강(현미, 노사연) / 여자(노사연) / 왜 사냐고 묻거든(현미) / Amazing grace(현미, 노사연) |
| 5회  | 1994년 11월 12일 | 김수희                         | 김수희 삶 음악 향기                        | 이상흡 |               | 종점 / 너무합니다 / 애모 / 정거장 / 남행열차 / 운명 / 서울여자 / 자존심을 두고 떠나라 / 뉴욕 뉴욕 (KBS무용단 댄스) / Donde voy / Let's twist again / Oh, carol / 멀어져간 사람아 / 일과 이분의 일 / 애모 (김수희, KBS합창단) |
| 6회  | 1994년 11월 19일 | 현철, 주현미                   | 전통가요의 자존심 현철 주현미              | 강관선 |               | Sing Sing Sing(KBS무용단) / 노래가락 차차차(현철) / 앵두나무 처녀(주현미) / 날 버린 남자(현철) / 처녀 뱃사공(주현미)/ 배신자(현철) /오동동타령(주현미) / 진정 난 몰랐었네 / 홍도야 우지마라(주현미) / 나그네 설움(현미) / 번지없는 주막(현철,주현미) /내 마음 별과 같이(현철)/ 비내리는 영동교(주현미) / 사랑은 나비인가봐 (현철) / 청춘을 돌려다오(현철) / 봉선화 연정(현철) / 신사동 그사람(주현미) / 짝사랑 (주현미) /오고무 / 태평가(현철) / You needed me(주현미) / Let me be there(주현미) / 불효자는 웁니다(현철) / 비내리는 고모령(주현미) / 부모(현철, 주현미) |
| 7회  | 1994년 11월 26일 | 조영남                         | 조영남 노래의 전람회                       | 이문태 |               | 내 생애 단 한번만이라도 / 지금 / 딜라일라 / 물레방아 인생 / 잊혀진 계절 / 그대 그리고 나 / 사랑이여(조영남, 조영수) / 홍도야 울지마라 / 엽전 열 닷냥 / 갈대의 순정 / 잘있거라 부산항 / 인생은 미완성 |
| 8회  | 1994년 12월 3일  | 윤석화                         | 윤석화 뮤지컬 콘서트                       | 이상흡 |               | 연극 <신의 아그네스> 중 아베마리아 / 뮤지컬 <지저스 크라이스트 슈퍼스타> 중 I don't know how to love him / 뮤지컬 <아가씨와 건달들> 중 Crapshooter's dance (KBS무용단) / 뮤지컬 <아가씨와 건달들> 중 Luck be a lady / 뮤지컬 <캬바레> 중 캬바레 / 뮤지컬 <사의 찬미> 중 누가 말했나 / 뮤지컬 <사운드 오브 뮤직> 중 도레미 송 / 뮤지컬 <페임> 중 I sing the body electric / 뮤지컬 <미스 사이공> 중 The last night of the world (윤석화, 박상원) / 항해 |
| 9회  | 1994년 12월 10일 | 남보원, 백남봉                 | 94원맨쇼 수퍼스페셜 남보원, 백남봉         | 강관선 |               | 핑크팬더 무언극 (백남봉, 남보원) / 성자의 행진(남보원) / 성대모사 하이라이트(백남봉 원맨쇼) / 성대모사 하이라이트(남보원 원맨쇼) / 한 오백년(백남봉) / 음주운전 꼴불견 시리즈 (백남봉 원맨쇼) / You are my sunshine(KBS무용단) / 아니! 이렇게 다른 You are my sunshine이! (남보원 원맨쇼) / 취객백태 (백남봉 원맨쇼) / 비밀은 없어(룰라) /꽁트 랩의 진짜 뿌리를 찾아서(남보원, 룰라) / 꽁트 순간의 역사 라이벌! (백남봉, 남보원) / 꽁트 찻길 인생길 (백남봉, 남보원) |
| 10회 | 1994년 12월 17일 | 박재란                         | 가수 박재란 21년만의 외출                  | 이상흡 |               | 밀짚모자 목장아가씨 / 산너머 남촌에는 / 럭키 모닝 / 순애 / 행복의 샘터 / 아, 목동아(현미) / 맹꽁이 타령 / 둘이서 트위스트 / 핑계 / 애모 / 박달재 사연 / 사랑 |
| 11회 | 1994년 12월 24일 | 송창식, 윤형주, 김세환, 양희은 | 송창식 윤형주 김세환 양희은 메리크리스마스 | 경명철 |               | 축제의 노래(윤형주, 송창식) / 하얀 손수건(윤형주, 송창식) / 나의 기타이야기(송창식) / 바보(윤형주) / 우리는(송창식) / 우리들의 이야기(윤형주) / 웨딩 케이크(윤형주, 송창식) / Don't forget to remember me(김세환) / 사랑하는 마음(김세환) / 하얀 나비(윤형주, 송창식, 김세환) / 사랑이야(양희은) / 못다한 노래(양희은) / 그 어리신 예수(윤형주, 송창식) /고요한 밤 거룩한 밤(윤형주, 송창식) / 북치는 소년(양희은) / 실버 벨(김세환) / 화이트 크리스마스(윤형주, 송창식, 김세환, 양희은) / Amazing grace(윤형주, 송창식, 김세환, 양희은)                                |
| 12회 | 1994년 12월 31일 | 패티김, 이미자                 | 1994 정상의 하모니 패티김 이미자           | 경명철 |               | 아씨(이미자) / 가을을 남기고 간 사랑(패티김) / Yesterday(패티김, 이미자) / 동백 아가씨(이미자) / 여로(이미자) / 사랑은 생명의 꽃(패티김) / 빛과 그림자(패티김) / 사랑해(패티김, 이미자) / 황혼의 블루스(패티김) / 연인의 길(이미자) / 인생은 작은 배 (패티김) / 그대 없이는 못살아(패티김) / 옛날 사람(이미자) / 섬마을 선생님(이미자) / 칠갑산(패티김, 이미자) / 아리랑 목동(패티김, 이미자) / 고향만리(패티김, 이미자) / 한 오백년(패티김, 이미자) / 기러기 아빠(이미자) / 사랑은 영원히(패티김) / 향수(패티김, 이미자) / 서울이여 안녕(패티김, 이미자)               |

### 1995년
| 회차 | 방송일           | 메인 출연자                      | 타이틀                                         | 연출          | 영상 (풀버전) | 공연 내용 |
| ---- | ---------------- | -------------------------------- | ---------------------------------------------- | ------------- | ------------- | --- |
| 13회 | 1995년 1월 7일   | 신효범                           | 1995 신효범                                    | 이문태        |               | 님아 / 언제나 그 자리에 / Memory / 너의 곁에 있고 싶어 / Greatest love of all(박영미) / I'll always love you / 돌아와요 부산항에 / A love until the end of time(신효범, 김태현 교수) / 또 하나의 너 / 난 널 사랑해 |
| 14회 | 1995년 1월 14일  | 잉글버트 험퍼딩크                | 추억의 명가수 잉글버트 험퍼딩크                |               |               | |
| 15회 | 1995년 1월 21일  | 김준, 이동원, 정훈희, 임희숙     | 사색화음 김준 이동원 정훈희 임희숙             | 이상흡        |               | When I fall in love(김준, 이동원, 정훈희, 임희숙) / Amor(이동원) / 멀어져 간 사람아(김준, 이동원, 정훈희, 임희숙) / 진정 난 몰랐네(임희숙) / 홍도야 울지마라(김준) / 애수의 소야곡(임희숙) / 오동동 타령(정훈희) / 기타부기(이동원) / Let it be me(이동원, 김준) / 난 그렇더라(이동원) / 뉴욕 뉴욕(김준) / Without you(정훈희, 임희숙) / No more tears(정훈희, 임희숙) / I could have danced all night(김준, 이동원, 정훈희, 임희숙) |
| 16회 | 1995년 1월 28일  | 하춘화                           | 하춘화 스페셜 쇼                               | 경명철        |               | 호반에서 만난 사람 / 물새 한 마리 / 알고계세요 / 연포 아가씨 / 난생 처음 / 날 버린 남자 / Grease / 잘했군 잘했어(하춘화, 이상해) / I got you (무슨 말인지 알아요)(이상해) / 잘있거라 부산항 / 등대불 사랑 / 아메리칸 마도로스 / 무정한 마도로스 / 사모곡 / 꿈에 본 내고향 / 강원도 아리랑 / 진도 아리랑 / 밀양 아리랑 / 영암 아리랑 / 고드름(하춘화, KBS합창단) |
| 17회 | 1995년 2월 4일   | 한명숙, 이금희                   | 한명숙 이금희 인생송가                         | 이문태        |               | 눈이 내리는데(한명숙) / 가는 세월(이금희) / Crazy love(이금희) / Diana(이금희) / Changing partner(한명숙) / 사랑의 송가(한명숙) / 노란 셔츠의 사나이(한명숙) / Sing Sing Sing(이금희) / 키다리 미스터 김(이금희) / 부모(한명숙, 이금희) / 우리 마을(한명숙) / 볼라레(이금희) / 친구의 이별(한명숙, 이금희) |
| 18회 | 1995년 2월 11일  | 문주란                           | 문주란 동숙의 노래 30년                        | 이상흡        |               | 동숙의 노래 / 돌지 않는 풍차 / 낙조 / 젊은 초원 / 태양과 나 / 낮과 밤 / 남자는 여자를 귀찮게 해 / 고엽(신선삼 나팔 성대모사) / 해후 / 몇미터 앞에 두고 / 공항의 이별 / 파란 이별의 글씨 / 백치 아다다 / 동숙의 눈물 |
| 19회 | 1995년 2월 18일  | 구봉서, 배삼룡                   | 구봉서 배삼룡 배우인생 50년                    |               |               | |
| 20회 | 1995년 2월 25일  | 김건모                           | 김건모 스페셜                                  | 경명철        |               | 핑계(영어) / 보고싶은 여인아 / Yester me, Yester you, Yersterday / 사랑이란 / 첫인상 / I just call to say I love you / 너를 만난 후로 / 잘못된 만남 / Oh! Happy day / 이별 / I don't like to sleep alone / 핑계 |
| 21회 | 1995년 3월 4일   | 인순이                           | 라이브의 여왕 인순이                           | 이문태        |               | 님은 먼 곳에 / 밤이면 밤마다 / 비닐장판 위의 딱정벌레 / 실버들 / La cumparsita / 단장의 미아리고개 / 창부타령 / 갈대의 순정 / 바보같은 사나이 / 정 / 떠나야 할 그 사람 / 아껴둔 사랑을 위해 / It's wonderful / 무인도 / 당신 사랑한 것을(유현상) / 비에 스친 날들 / Get ready / Keep on running / 오늘같은 밤이면 / 이유같지 않은 이유 / Far from over / Ain't no mountain high enough |
| 22회 | 1995년 3월 11일  | 김영임                           | 김영임 회심곡 1995                             |               |               | |
| 23회 | 1995년 3월 18일  | 윤문식, 최주봉                   | 윤문식 최주봉 연극같은 인생                    | 박성명        |               | 홍도야 울지마라(윤문식, 최주봉) / 악극 홍도야 울지마라 / 최주봉의 인생독백 / 꿈속의 사랑(최주봉) / 마당놀이 심청전 중 태몽 / 우리도 접시를 깨뜨리자(김국환) / 아메리카 차이나타운(KBS무용단) / 악극 번지없는 주막 / 번지없는 주막(윤문식, 최주봉) |
| 24회 | 1995년 4월 8일   | 심수봉                           | 심수봉 또 하나의 노래                          | 이문태        |               | 심수봉 드럼연주 / 그때 그 사람 / 장미빛 우리사랑 / 사랑밖에 난 몰라 / 남자는 배 여자는 항구 / 눈물의 술 / Quizas, Quizas, Quizas / 여자이니까 / 미워요 / 호박벌의 비행 (왕벌의 비행)(심수봉 피아노 연주) / 올 가을엔 사랑할거야 / 운명(김수희) / 아이야 / 비나리 / 로맨스 그레이 |
| 25회 | 1995년 4월 15일  | 현인                             | 현인 노래하는 나그네                           | 경명철        |               | 신라의 달밤 / 베사메무쵸 / 비내리는 고모령 / 럭키 서울 / 서울 야곡 / La Vie En Rose (장미빛 인생)(권진원) / 파리의 아가씨/ 꿈속의 사랑 / 체리핑크 맘보 / 아리랑 맘보 / 세월이 가면 / 꿈이여 다시 한번 / 반달 / 노래하는 나그네 |
| 26회 | 1995년 4월 22일  | 신승훈                           | 신승훈 사랑느낌 95                             | 경명철        |               | 사랑느낌 / 쉬운 이별 / 미소 속에 비친 그대 / 우연히 / 로미오와 줄리엣 / 오랜 이별 뒤에 / 보이지 않는 사랑 / 대동강 편지 / 변해가는 내 모습 / 어긋난 오해 / 그 후로 오랫동안 / 처음 그 느낌처럼 |
| 27회 | 1995년 4월 29일  | 곽규석                           | 곽규석 쇼쇼쇼                                  |               |               | |
| 28회 | 1995년 5월 13일  | 김연자                           | 김연자 7년만의 귀국                            | 박성명        |               | Love is a many splendored thing (모정) / I could habe danced all night (그대와 춤을) / Woman in love / In the mood(클리어톤즈 악단) / 즐거운 아리랑 / 꿈에 본 내고향 / 아리랑 / 단장의 미아리고개 / 고향초(김연자, 홍민) / 석별(홍민) / 수은등 / 그런거야 / 인생 / 아침의 나라에서 / 영화 <보디가드> 주제곡 I will always love you |
| 29회 | 1995년 5월 20일  | 전영록                           | 전영록 가족나들이                              |               |               | |
| 30회 | 1995년 5월 27일  | 김성녀                           | 김성녀 내사랑 내가족                           |               |               | |
| 31회 | 1995년 6월 3일   | 김세레나                         | 민요, 나의 인생                                |               |               | |
| 32회 | 1995년 6월 10일  | -                                | 가수 밴드 콘서트 11인의 노래세상               | 이문태        |               | Old time Rock&Roll / 불놀이야(홍서범, 조갑경) / 그 날을 기다리며(조갑경) / 길옥윤 메들리(노사연, 조갑경, 원미연) / 이별 여행(원미연) / 연민(남궁옥분) / 다시 돌아봐(이치현) / 선녀와 나무꾼(김창남) / 남자답게 사는 법(김영배) / Let me be there(손채연) / 천사가 된 너에게(김도균) / Miracle(김영배 색소폰 연주) / 아마 없을걸(이무송, 노사연) / 만남(노사연, 이무송) / Can't help falling in love |
| 33회 | 1995년 6월 17일  | 윤복희                           | 윤복희와 9인의 신사                            | 이상흡        |               | 뮤지컬 <코러스 라인> 중 Music and the mirror / 뮤지컬 <지저스 크라이스트 슈퍼스타> 중 I don't know how to love him / 뮤지컬 <사운드 오브 뮤직> 중 도레미송 / 뮤지컬 <빠담빠담> 중 사랑의 찬가 / 뮤지컬 <캣츠> 중 Jellicle Songs for Jellicle Cats(허준호) / 뮤지컬 <캣츠> 중 Memory / 만화영화 <미녀와 야수> 주제곡 / 웃는 얼굴 다정해도 / 나는 어떡하라고 / 진도 아리랑 / 재즈 한 오백년 / 사도행전 / 여러분 / 뮤지컬 <페임> 중 I sing the body electric |
| 34회 | 1995년 6월 24일  | 송민도                           | 나 하나의 사랑                                 | 이상흡        |               | 나 하나의 사랑 / 고향초 / 나의 탱고 / 청실 홍실(현인, 송민도) / 비가 온다(현인) / 여옥의 노래 / 아네모네 탄식 / 하늘의 황금마차(원방현) / 행복의 일요일(문희옥) / 축배의 노래(송민도, 남일해) / 청춘목장(한명숙) / 푸른 꿈이여 지금 어디(서동헌) / 카츄사의 노래 |
| 35회 | 1995년 7월 8일   | 김창완                           | 김창완의 아니 벌써                             | 박성명        |               | 창문넘어 어렴풋이 옛생각이 나겠지요 / 너의 의미 / 어머니와 고등어 / 점심시간 칼국수집 / 아니 벌써 / 내 마음에 주단을 깔고 / 아마 늦은 여름이었을거야 / 산 할아버지 / 개구쟁이 / 동화의 성 / 청춘 / 안녕 / 걱정마라 |
| 36회 | 1995년 7월 15일  | 최민수                           | 최민수 스페셜                                  | 이문태        |               | 넌 할 수 있어 / The great pretender / Spanish caravan / 미련 / 님은 먼 곳에 / 봄비 / 가족 이야기 / 어머님의 자장가 / 황성 옛터 / 사랑하기 때문에 / Hotel California / 안녕 / Sailing |
| 37회 | 1995년 7월 22일  | 김숙자(김시스터즈),김영일,김태성 | Sue & Kim Brothers 이난영의 세남매             | 박성명        |               | 찰리 브라운 / Little darling / Run away / 다방의 푸른 꿈(김숙자) / 목포의 눈물 / Hello Dolly / 글렌 밀러 메들리(김숙자, 김영일, 김태성 악기 연주) / 김치 깍두기 / 택시 부기(김숙자, 김태성 실로폰 연주) / Going home(김영일 색소폰 연주) / 연락선은 떠난다(김숙자) / Amazing grace / My way |
| 38회 | 1995년 7월 29일  | 신영옥                           | 특별초청공연 소프라노 신영옥                   | 이문태        |               | 푸치니 오페라 [잔니스키키] 중 O mio babbino caro (오 사랑하는 나의 아버지) / 신 아리랑 / 동심초 / 내 마음 / 꼭두각시 공연 / Mother of mine (사랑하는 나의 어머니) / [미니 다큐멘터리] 메트로폴리탄의 프리마돈나 신영옥 / 매기의 추억 / 뮤지컬 [웨스트 사이드 스토리] 중 Tonight(소프라노 신영옥, 고등학교 후배 김도성) / 도니제티 가극 [루치아] 중 광란의 아리아 / 도니제티 가극 [돈파스콸레] 중 Quel guard il cavaliere (기사의 마음을 사로잡네)(소프라노 신영옥) |
| 39회 | 1995년 8월 12일  | 조영남, 인순이                   | 광복 50주년 특집 조영남 인순이 전통가요 스페셜 | 오진규        |               | 나그네 설움(조영남) / 목포의 눈물(인순이) / 불효자는 웁니다(인순이) / 청춘 고백(조영남) / 꿈에 본 내고향(인순이) / 울고 넘는 박달재(조영남) / 칠갑산(인순이) / 송학사(조영남) / 신사동 그사람(인순이) / 미스 고(조영남) / 날 버린 남자(인순이) / 홍도야 울지마라(조영남) / 아내의 노래(인순이) / 마도로스 부기(조영남) / 꼬집힌 풋사랑(인순이) / 유정천리(조영남) / 알뜰한 당신(인순이) / 청춘을 돌려다오(인순이) / 울긴 왜 울어(조영남) / 갈대의 순정(인순이) / 눈물을 감추고(조영남) / 감격시대(인순이) / 무너진 사랑탑(조영남) / 바다의 교향시(인순이) / 청춘의 꿈(조영남) / 잘있거라 부산항(조영남, 인순이) / 소양강 처녀(조영남, 인순이) |
| 40회 | 1995년 8월 19일  | 조상현, 신영희                   | 조상현 신영희 소리로 한 세상                   |               |               | |
| 41회 | 1995년 8월 26일  | 박정자                           | 박정자 토요일 밤의 왈츠                        | 박성명        |               | 세월이 가면 / Gloomy sunday / 연극 [11월의 왈츠] 중에서(박정자 독백) / 영화 [페드라] 주제곡 / 립스틱 짙게 바르고 / 안개 낀 밤의 데이트 / 밤안개 / 연극 [그 자매에게 무슨 일이 일어났나] 중에서(박정자, 손숙) / Careless love(박정자, 손숙) / 검은 옷 빨간 장미 / 샌프란시스코의 추억 / My way |
| 42회 | 1995년 9월 9일   | 이주일, 하춘화                   | 추석특집 이주일 하춘화 쇼                      | 박성명        |               | 영암 아리랑(하춘화) / 날 버린 남자(하춘화) / 바보처럼 살았군요(이주일) / 아리랑 목동(이주일, 하춘화) / 처녀 총각 (무용)(KBS 무용단) / 썸머타임(하춘화) / 고엽(이주일, 하춘화) / 미인(이주일, 하춘화) / 눈이 내리네(하춘화) / 서울 구경(이주일) / 어디가 좋아서(하춘화) / 무죄(하춘화) / 고향무정(하춘화) / 꿈에 본 내고향(하춘화) / 생일 없는 소년(이주일) / 어머님(이주일, 하춘화) / 달아 달아(하춘화) / 수지 큐(이주일) / 명가요 대결(이주일, 하춘화) |
| 43회 | 1995년 9월 16일  | 조수미                           | 소프라노 조수미 스페셜                         | 이문태        |               | 카디스의 처녀들 / 레온 카발로 곡, Mattinata (아침의 노래) / 베르디 곡, 오페라 [리골레토] 중 질다의 아리아 Caro nome (그리운 그 이름) / 아리랑(조수미 가야금 연주) / 아리 아리랑 / 강 건너 봄이 오듯 / 조지 거슈인 곡, 뮤지컬 [포기와 베스] 중 Summer time (뮤직비디오) / 클래식계 명사들의 찬사와 응원 / Smoke gets in your eyes / Night & day / 보리밭(조수미 피아노 연주, 서울대 후배들) / 조지 거슈인 곡, I got rhythm(조수미, 서울대 후배들) / 울산 아가씨 / 벨리니 곡, 오페라 [청교도] 중 엘비라의 아리아 Qui la voce sua soave... Vien diletto (광란의 아리아) / 오펜바흐 곡, 티롤 지방의 무곡 / 멘델스존 곡, 노래의 날개 위에 / 한 오백년 |
| 44회 | 1995년 9월 23일  | 정원, 쟈니리                     | 정원, 쟈니리 라이벌쇼                          | 오진규        |               | 하운드 독(쟈니리, 정원) / 삐빠빠 룰라(정원) / 오! 캐롤(쟈니리, 정원) / 다이아나(쟈니리, 정원) / Unchain my heart(쟈니리, 정원) / The shadows of your smile(쟈니리) / 무작정 걷고 싶어(정원) / 내일은 해가 뜬다(쟈니리) / 미워하지 않으리(정원) / 60년대 극장 코미디 김삿갓 북한 방랑기 / 울어라 열풍아(정원) / 사랑했어요(쟈니리) / What'd I say(쟈니리, 정원) / 허무한 마음(정원) / 뜨거운 안녕(쟈니리) |
| 45회 | 1995년 10월 7일  | 김인배                           | 김인배 "안녕, 나의 트럼펫"                     | 이상흡        |               | 내 이름은 소녀(조애희) / 숲속의 하루(조애희) / 그리운 얼굴(한명숙) / 빨간 구두 아가씨(허참) / 소쩍새 우는 마을(박재란) / 쥐구멍에도 볕들날 있다(김상국) / 바위고개(김인배 트럼펫 연주) / 체리핑크 맘보(김인배 트럼펫 연주) / 철지난 사랑(전미경) / 노을이 타는데(성재희) / 왜 그런지(성재희) / 보슬비 오는 거리(성재희) / Amazing grace(김인배 트럼펫 연주) |
| 46회 | 1995년 10월 14일 | 패티김                           | KBS 빅쇼 1주년 기념 패티김 가을편지            | 이상흡        |               | Padre (파드레) / 가을을 남기고 간 사랑 / 구월의 노래 / 인형의 눈물 / 청춘에 살리라(바리톤 고성현) / 람디담디담 / Memory / 연인의 길 / 그대 그리고 나(패티김, 조영남) / Yesterday / 초우 / Adoro / 서울의 모정 |
| 47회 | 1995년 10월 21일 | 남일해                           | 매혹의 저음가수 남일해                         | 이상흡        |               | 빨간 구두 아가씨 / 첫사랑 마도로스 / 비 내리는 부두 / 핑크리본의 카드 / 추억의 오솔길 / 낙엽의 탱고 / 찾아온 산장 / 맨발로 뛰어라 / 남일해의 노래 이정표를 ㅇㅇ이 불렀다면(남보원) / 립스틱 짙게 바르고(정강자) / 고향설 / 울어라 기타줄 / 나는 울었네 / 지금은 타인 / 이정표 |
| 48회 | 1995년 10월 28일 | 최수종, 하희라                   | 최수종 하희라 부부스타 쇼                      | 박성명        |               | 뮤지컬 [웨스트 사이드 스토리] 중 맘보(KBS예술단) / One summer night(최수종, 하희라) / 이브의 경고(하희라) / 핑계(최수종) / Tonight(최수종, 하희라) / 화요일에 비가 내리면(하희라) / 기쁜 우리 사랑은(최수종) / 비오는 날의 수채화(허준호, 박상아) / 남행열차(유호정, 윤유선, 윤손하, 김일우) / 여자 여자 여자(최수종) / 미워요(하희라) / 사랑(최수종, 하희라) / You light up my life(최수종 피아노 연주, 노래 하희라) / Nice device (댄스)(하희라) / 남자답게 사는 법(최수종) / 달타령(최수종) / 사랑은 창밖의 빗물 같아요(하희라) / 만남(최수종, 하희라) |
| 49회 | 1995년 11월 4일  | -                                | 추억의 그룹사운드                              | 이상흡        |               | 히파이브, 히식스, 영사운드, 키보이즈 등 60, 70년대 인기를 끌었던 추억의 그룹사운드 멤버들이 모여서 무대를 꾸민다. Put your head on my shoulder(김홍탁, 옥진하, 조용남, 유영춘) / 메아리(김홍탁, 옥진하, 조용남, 유영춘) / 등불(유영춘) / 초원의 빛 / 당신은 몰라(최헌) / 어떤이의 꿈 / 장미 / 세계로 가는 기차(유영춘) / 미인(봄여름가을겨울) / 정주고 내가 우네(조용남) / 해변으로 가요 / 빗속의 여인 / 나는 못난이(유영춘, 최헌, 이상만, 김태원, 김창남, 봄여름가을겨울) / When I fall in love(김홍탁, 옥진하, 조용남, 유영춘) / Never my love(유영춘) / I can't get no satisfaction(조용남) / I wanna hold your hand(김홍탁, 옥진하, 조용남, 유영춘) / Aquarius / Let the sunshne in(김홍탁, 옥진하, 조용남, 유영춘) |
| 50회 | 1995년 11월 11일 | 독고영재, 허준호                 | 독고영재 허준호 정상질주 2                     | 오진규        |               | 킬리만자로의 표범(독고영재, 허준호) / 뮤지컬 [아가씨와 건달들] 중 Luck be a lady (행운의 여신)(독고영재) / 반항(허준호) / 립스틱 짙게 바르고(독고영재) / 뮤지컬 [캣츠] 중 The Rum Tum Tugger (럼 텀 터거)(허준호) / 마도로스 박(박준규) / 청춘고백(독고성) / 어머님의 자장가(독고영재, 허준호) / 넌 할 수 있어(허준호) / 흔적(독고영재) / 걸어서 하늘까지(독고영재, 허준호) / 영화 [내일을 향해 쏴라] 중 Rain drops keep falling on my head(독고영재, 허준호) |
| 51회 | 1995년 11월 18일 | 김건모, 솔리드                   | 김건모 솔리드 가족을 위한 콘서트               | 이문태        |               | 나만의 친구(솔리드) / 너에게(김건모) / 잠 못드는 밤 비는 내리고(김건모, 솔리드) / 이 밤의 끝을 잡고(솔리드) / 꿈(솔리드) / 슬럼프(솔리드) / 한번쯤 아니 두번쯤(이문세) / 핑계(김건모) / 넌 친구 난 연인(김건모) / Lately(김건모, 김조한) / I just called to say I love you(김건모) / 잘못된 만남(김건모) / How deep is your lov(김건모, 솔리드) |
| 52회 | 1995년 11월 25일 | 이미자 문주란 주현미 문희옥      | 가요천국 - [가요무대] 방송 10주년 기념         | 경명철 유찬욱 |               | 동백 아가씨(이미자) / 동숙의 노래(문주란) / 비내리는 영동교(주현미) / 성은 김이요(문희옥) / 몇 미터 앞에다 두고(문주란) / 봄날은 간다(주현미) / 외로운 가로등(이미자) / 가는봄 오는봄(문희옥) / 앵두나무 처녀(이미자, 문주란, 주현미, 문희옥) / 아리랑 목동(이미자, 문주란, 주현미, 문희옥) / 갈대의 순정(주현미) / 미사의 종(문주란) / 공항의 이별(문주란) / 꿈은 사라지고(이미자) / 나 하나의 사랑(문희옥) / 아메리칸 마도로스(이미자, 문주란, 주현미, 문희옥) / 잘있거라 부산항 (이미자, 문주란, 주현미, 문희옥) / Till(문주란) / 비목(이미자) / 아내에게 바치는 노래(문주란) /서울 야곡(문주란) / 님(주현미) / 짝사랑(주현미) / 머나먼 고향(문희옥) /처녀 뱃사공(문희옥) / 가거라 삼팔선(이미자) / 가슴 아프게(이미자) / 울고넘는 박달재(문주란) / 비내리는 고모령(주현미) / 꿈에 본 내고향(이미자, 문주란, 주현미, 문희옥) / 울어라 열풍아(이미자, 문주란, 주현미, 문희옥) / 노래는 나의 인생(이미자) |
| 53회 | 1995년 12월 2일  | 서태지와 아이들, 김종서          | 서태지와 아이들 김종서 세대교감                | 이문태        |               | Farewell to love(김종서, 서태지) / 내가 만든 세상(김종서) / 악몽(김종서) / 컴백홈(서태지와 아이들) / 너에게(서태지와 아이들) / 이 밤이 깊어가지만(서태지와 아이들) / 서태지를 말한다 / So much in love(김종서, 서태지와 아이들) / 다시 난 사는거야(김종서) / 플라스틱 신드롬(김종서) / 김종서를 말한다 / 슬픈 아픔(서태지와 아이들) / 겨울비 / 프리 스타일(서태지와 아이들) |
| 54회 | 1995년 12월 9일  | 혜은이                           | 혜은이 데뷔 20년 인생 40년                     | 박성명        |               | 당신만을 사랑해 / 당신은 모르실거야 / 독백 / 비가 / 파란나라(혜은이, KBS어린이합창단) / Knock on wood / 제 3 한강교 / 진짜 진짜 좋아해 / 뛰뛰빵빵 / 질투 / 모정 / 좋은 것, 나쁜 것 / 작은 숙녀 / 당신만을 사랑해 |
| 55회 | 1995년 12월 16일 | 주현미                           | 주현미 10+1                                    | 이상흡        |               | 하일군재래 (언제 님은 다시 오시려나) / 황성 옛터 / 알뜰한 당신 / 단장의 미아리 고개 / 기러기 아빠 / 비내리는 영동교 / 옥경이(최동원, 주현미) / 꿈에 본 내고향(김용, 주현미) / 남자답게 사는 법(김영배, 주현미) / 찬찬찬(김성일, 주현미) / 울고 넘는 박달재(조경철, 주현미) / 다함께 차차차(이한우(이참), 주현미) / 추풍령(심양홍, 주현미) / 아빠의 청춘(이봉걸, 주현미) / 59년 왕십리(김흥국, 주현미) / 아기공룡 둘리 / 진짜 사나이(심양홍 외 9인) / 그리움만 쌓이네 / 댄서의 순정 / 목포의 눈물 |
| 56회 | 1995년 12월 23일 | 이무송, 노사연                   | 이무송 노사연 가족의 메리크리스마스            | 이상흡        |               | 북치는 소년(이무송, 노사연, 이무창, 노사봉, 김화선) / 사는게 뭔지(이무송, 노사연, 이무창, 노사봉, 김화선) / 넌 할 수 있어(이무송, 이무창) / 소양강 처녀 - 노사연, 노사봉, 김화선 / 이무송 드럼 연주 / 노사연 검무 / 노사봉 에어로빅 / 김영세 디자이너 패션쇼(이무송, 노사연, 이무창, 노사봉) / Oh, Holy night(노사연) / 징글벨(김화순) / 루돌프 사슴코(노사봉) / 화이트 크리스마스(이무송) / 기쁘다 구주 오셨네(이무창) / 결혼 행진곡(KBS어린이합창단) / 결혼합시다(이무송, 노사연) / [꽁트] 신데렐라 / 만남(이무송, 노사연, 이무창, 노사봉, 김화선) / 고요한 밤 거룩한 밤(KBS합창단) / 실버벨(노사연) / 오 해피 데이(이무송, 노사연) |
| 57회 | 1995년 12월 30일 | -                                | 송년특집                                       | 박성명        |               | 동백 아가씨(이미자) / 옛 시인의 노래(이미자) / 립스틱 짙게 바르고(이미자) / 여자의 일생(이미자) / 비목(이미자, 테너 임웅균) / 내 마음의 강물(테너 임웅균) / 뮤지컬 <황태자의 첫사랑> 중 세레나데 그대를 위하여(테너 임웅균) / 오페라 <리골레토> 중 La donna e mobile (여자의 마음)(테너 임웅균) / 난 널 사랑해(신효범) / 님아(신효범) / 영화 <보디가드> 주제곡 I'll always love you(신효범) / 퀵스텝(구지윤, 박효) / 그때 그 사람(구지윤) / 내 마음 별과 같이(현철) / 울고 넘는 박달재(현철) / 옥경이 / 애모(현철) |

### 1996년
| 회차 | 방송일           | 메인 출연자      | 타이틀                                     | 연출   | 영상 (풀버전) | 공연 내용 |
| ---- | ---------------- | ---------------- | ------------------------------------------ | ------ | ------------- | --- |
|      | 1996년 1월 6일   | 이선희           | 이선희 노래세계                            | 박성명 |               | J에게 / 아! 옛날이여 / 사랑이 지는 이 자리 / 오월의 햇살 / 조각배 / 새타령 / 성주풀이 / 동백아가씨 / 소양강 처녀 / 겨울 애상 / 그대가 나를 사랑하신다면 / 벤(BEN)(솔리스트, 이선희) / 마법의 성(이선희, 윤양원) / 잘못된 만남(이선희, 윤양원) / 나의 거리 / 한바탕 웃음으로 / 아름다운 강산 |
|      | 1996년 1월 13일  | 박진영           | 박진영과 친구들                            | 김영선 |               | 아리랑 / 날 떠나지마 / 사랑일년 / 청혼가 / 무인도 / 날 떠나지마 / 이별(인순이, 박진영) / 무정블루스 / 영원히 둘이서 / One last cry(박진영, 김형석) / 너의 뒤에서 / 엘리베이터 |
|      | 1996년 1월 20일  | 심수봉, 김수희   | 심수봉 김수희 두 여자가 사는 법            | 이상흡 |               | Cotton Fields(KBS 예술단, 심수봉, 김수희) / 못 잊겠어요(심수봉, 김수희) / 여자이니까(심수봉, 김수희) / 고독한 여인(김수희) / Quien Sera, Quizas Quizas Quizas(심수봉) / Hippy Hippy Shake, Let's twist again(김수희) / 슬픈 영화(심수봉, 김수희) / 그때 그 사람(심수봉) / 비나리(심수봉) / 너무합니다, 두 번 울지 않는다(김수희) / 희망가, 황성옛터, 청춘 고백, 연락선(심수봉, 김수희) / 사랑밖엔 난 몰라(심수봉), 애모(김수희)                         |
|      | 1996년 1월 27일  | 박미경           | 박미경 이브의 경고                         | 김영선 |               | 이유같지 않은 이유 / 민들레 홀씨 되어 / 화요일에 비가 내리면 / Killing me softly with his song / 홀로서기(노이즈) / 노란 샤쓰의 사나이, 커피 한잔, 밤차, 빙글빙글, 넌 그렇게 살지마 / 사랑나기 / The greatest love of all / I can't stop loving you / 초우 / 이브의 경고 |
|      | 1996년 2월 3일   | 태진아           | 태진아 노래일기                            | 이문태 |               | 사모곡(KBS 예술단, 태진아) / 옥경이 / 거울도 안보는 여자 / 노란 손수건, 미안 미안해 / 가버린 사랑(이미자, 태진아) / 동백 아가씨(이미자) / 포기하지마(성진우, 태진아) / 59년 왕십리, 뜨거운 안녕, 너무합니다, 소양강 처녀, 사랑은 나비인가봐(김흥국, 태진아) / 사랑하리 내 조국 |
|      | 1996년 2월 10일  | 이승철           | 이승철 자유인                              | 김영선 |               | 안녕이라고 말하지마 / 마지막 콘서트 / 소녀시대 / 희야 / 비와 당신의 이야기 / HEAL THE WORLD / 잠도 오지 않는 밤에 / 풍경화 속의 거리 / 방황 / 여러분 / 이 순간을 언제까지나 / 안녕이라고 말하지마 / 너의 곁으로 |
|      | 1996년 2월 17일  | 나훈아           | 나훈아 1996 설날특별공연                   | 박성명 |               | 잡초 / 영영 / 고향역 / 물레방아 도는데 / 너와 나의 고향 / 머나먼 고향 / 라구요 / 대동강 편지 / 나는 여자이니까 / 무시로 / 갈무리 / 사랑 / 보통 여자 / 황성옛터 / 옥경이 / 그대 그리고 나 / 북연주(김중자 무용단, 오은령 무용단, 나훈아) / 어매 / 각설이 타령 / 청춘을 돌려다오 / 울긴 왜 울어 / 건배 |
|      | 1996년 2월 24일  | 정훈희           | 정훈희 노래의 꽃밭에서                     | 이문태 |               | 안개 - KBS 관현악단 / 진실 / 꽃밭에서 / 꽃길, 빗속의 연인들, 그 사람 바보야 / 얘기할 수 없어(김태화) / 김치 Rock(김태화, 김도균(기타)) / 불타는 밤(김태화, 김도균(기타)) / 좋아서 만났지요 / 태평가, 밀양아리랑, 강원도아리랑(정훈희, 유열) / A love until the end of time(정훈희, 유열) / 안개 / 무인도 |
|      | 1996년 3월 16일  | 이승환           | 이승환 LAST                                | 오세영 |               | 텅빈 마음 / 기다린 날도 지워진 날도 / 너를 향한 마음 / 플란다스의 개 / 세상에 뿌려진 사랑만큼 / 한사람을 위한 마음 / JERRY JERRY GO GO / 빈대떡 신사, 너의 나라 / 천일동안 / 덩크슛 / 악녀탄생 / 텅빈마음 ; 기다린날도 지워진 날도 ; 너를 향한 마음 ; 플란다스의 개 |
|      | 1996년 3월 23일  | 윤시내           | 윤시내 열애                                | 김영선 |               | 천년 / 나는 19살이예요, 마리아, 난 모르겠네, 공연히 / 목마른 계절, DJ 에게, 그대에게서 벗어나고파 / 공부합시다 / 산들바 / 어쩌란 말인가요 / 몬테카를로의 추억 / 청춘고백, 동백아가씨 / 소양강처녀, 아리랑목동 / One night in Bangkok / All the man that I need / 열애 / Amazing Grace |
|      | 1996년 3월 30일  | 양희은           | 양희은 아침이슬처럼                        | 박성명 |               | 행복의 나라로 / 한 사람 / 내 님의 사랑은 / 들길 따라서 / 사랑 그 쓸쓸함에 대하여 / 내 나이 마흔 살 / 사랑이 메아리 칠 때 / 사랑했어요 / 애모 / 찔레꽃 피면 / 일곱송이 수선화 / 하얀 목련 / 이루어질 수 없는 사랑 / 아침 이슬 |
|      | 1996년 4월 13일  | 김동규           | 특별초청공연 라스칼라좌의 젊은 사자 김동규 | 오세영 |               | 투우사 행진곡(김동규) / 열정(김동규, 쏠리데오 합창단, 뉴서울 필하모닉 오케스트라) / 저 구름 흘러가는 곳(박성련, 황영금) / 약장수의 아리아(김동규) / 미미는 더 이상 돌아오지 않고(김동규, 조영남) / 사랑은 나비인가봐(김동규, 조영남) / I Can"t stop loving you(김동규, 조영남) / 오, 카를로여(뉴서울 필하모닉 오케스트라) / 나는 이 거리의 제일가는 이발사(뉴서울 필하모닉 오케스트라)                                                                  |
|      | 1996년 5월 4일   | 하춘화           | 하춘화 어버이를 위한 노래                  | 오세영 |               | 물새 한 마리 / 연포아가씨 / 숙녀 초년생, 쌓인 정, 사랑은 길어요 / 날 버린 남자 / 한 오백년 / Green green grass of Home / 난생 처음, 어디가 좋아, 난생 처음 - KBS 예술단 / 깡깡총 체조 - KBS 어린이 합창단 / 아빠와 크레파스 - KBS 어린이 합창단, 하춘화 / 마징가 Z - KBS 어린이 합창단, 하춘화 / 엄마랑 같이 갈래요, 호반에서 만난 사람 - 하춘화, KBS 어린이 합창단 / 아버지 / 번지없는 주막, 처녀 뱃사공 / 영암아리랑                                  |
|      | 1996년 5월 18일  | 안비취           | 명창 안비취 고희기념 축하공연              |        |               | |
|      | 1996년 5월 25일  | 마마스 앤 파파스 | 마마스 & 파파스                            |        |               | |
|      | 1996년 6월 8일   | 박상원           | 박상원 4막5장                              | 김영선 |               | 봉산탈춤(서울예전 예민회, 박상원) / 사물놀이 / 내사랑 내곁에 / The last night of the world(박상원, 최정원) / 뉴욕 뉴욕(KBS 예술단) / 소녀(이문세) / 울고 넘는 박달재(박상원) / 그대 나를 보면(박상원, 이문세, 노영심) / 붉은 노을(박상원, 이문세, 노영심) / 우리의 사랑이 필요한거죠 / I don't know how to love him(이현정) / 지저스 크라이스트 수퍼스타(박상원, KBS 예술단)                                                                            |
|      | 1996년 6월 15일  | 현철             | 현철 가요앨범                              | 이문태 |               | 앉으나 서나 당신생각 / 내 마음 별과 같이 / 싫다 싫어 / 사랑에 푹 빠졌나봐 / 사랑의 배신자 / 칠갑산, 비 내리는 고모령, 불효자는 웁니다, 서울아 평양아 / 아가야(현철, 엄덕수) / 무역선 아가씨, 첫사랑 마도로스, 마도로스 부기, 잘 있거라 부산항 / 들국화 여인 / 못난 내 청춘(현철, KBS 예술단) / 청춘을 돌려다오 / 사랑은 얄미운 나비인가봐 / 봉선화 연정                                                                                                 |
|      | 1996년 6월 22일  | 김연자           | 김연자 스페셜 96                           | 이문태 |               | 한오백년 / 아침의 나라에서 / 수은등 / 그런거야 / Unchained Melody / Sailing(노래-김연자, 색소폰-정성조(KBS관현악단장)) / [출연자 소개] 정성조 KBS관현악단장, 클리어톤스 악단 / 물방아 도는 내력 / 한 많은 대동강 / 애수의 소야곡 / 꿈꾸는 백마강 / 울고 넘는 박달재 / 꿈에 본 내고향 / 비 내리는 고모령 / 불효자는 웁니다 / 눈물 젖은 두만강 / 어머니 / 동렬 동렬 선동렬 / Ole Ole Ole / 즐거운 아리랑(김연자, KBS예술단) / The house of the rising sun |
|      | 1996년 6월 29일  | 김건모           | 김건모의 변신                              | 김영선 |               | 잠 못드는 밤 비는 내리고, 핑계, 잘못된 만남 / 피아노 선생님 / 빨간 우산 / 테마 게임 / 미련 / 악몽 / 스피드 1 / 남철, 남성남, 신동엽 / 지금은 알 수 없어 / 장미 / 핑계 / 첫 인상 / I Just called to say I love you / Sir Duke / 세상풍경 / 우리 스무살 때 / My Life / 스피드 2 |
|      | 1996년 7월 6일   | 넥스트           | N.EX.T 96 LAST CONCERT                     | 오세영 |               | 껍질을 깨고 / 재즈 카페 / The age of no god (무신시대) - 서울풍물단, N.EX.T / 아버지와 나 / Money / 내 마음 깊은 곳의 너 / Love me tender / Turn off the TV / 도시인 / 그대에게 |
|      | 1996년 7월 13일  | 박중훈           | 박중훈 SHOW MAN                            | 오세영 |               | YMCA - KBS 예술단, 박중훈 / In the navy - KBS예술단, 박중훈 / 나는 문제없어 / Diana / 박중훈이 출연한 영화 하이라이트 모음 / 투캅스 3 - 특별출연 김보성 / It's now or never - 김보성 / 마지막 약속 - 최진실 / 얘기할 수 없어요 / 상심 / 박중훈의 쇼쇼쇼 - 초대손님: 이경규 / 상처 - 이경규 / 내가 |
|      | 1996년 7월 20일  | 은희             | 은희 돌, 바람, 그리고 사랑                 | 김영선 |               | 꽃반지 끼고 / 꿈길 / 사랑의 자장가 / 회상 / 태양은 사라져도 / 등대지기 / 연가 / 초대손님: 장윤정 / 솔아 솔아 푸르른 솔아 / 쟈니 기타 / Melodie D'amour(사랑의 멜로디) / Those were the days(그리운 나날들) / 엉겅퀴 - KBS 예술단 / 사랑해 / 사랑의 기쁨 |
|      | 1996년 7월 27일  | 김형곤           | 김형곤 개구백서 (開口白書)                 |        |               | |
|      | 1996년 8월 3일   | 한영애           | 한영애 아.우.성 (我.友.聲)                 | 김영선 |               | 불어오라 바람아 / 말도 안돼 / 구름, 들꽃, 돌, 여인 & 뭉게 구름 & 여름(한영애, 이정선) / 상사꽃 / 봄날은 간다 / 장미빛 인생 / 건널수 없는 강 / 누구없소 / 코뿔소 / 조율 / 바라본다 |
|      | 1996년 8월 10일  |                  | 댄스음악축제                               | 전진국 |               | 상심(R.E.F) / 다 잘못됐어(클론) / 날개 잃은 천사(룰라) / 머피의 법칙(DJ DOC) / 인디안 인형처럼(룰라) / 영화처럼(클론) / 찬란한 사랑(R.E.F) / 흐린 기억속의 그대(DJ DOC) / Get It On(클론, KBS 예술단) / 남행열차(룰라) / 연안부두(R.E.F) / 남자는 여자를 귀찮게 해(DJ DOC) / 3! 4!(룰라) / 마음속을 걸어가(룰라) / 여름 이야기(DJ DOC) / 쿵따리 샤바라(클론) / 여행을 떠나요(전 출연자)                                                                 |
|      | 1996년 8월 24일  | 시나위           | 시나위 방송선언                            | 박성명 |               | 크게 라디오를 켜고 / 새가 되어가리 / 겨울비 / 미인 / 꽃잎(시나위, 이정현) / 수레바퀴 밑에서 / (COME TOGETHER)- 비틀즈 곡 / CIRCUS / 매맞는 아이 |
|      | 1996년 8월 31일  | 녹색지대, 김민종 | 녹색지대 & 김민종                          | 전진국 |               | 귀천도애(김민종) / 내가 지켜줄게(녹색지대) / 준비 없는 이별(녹색지대, 이희승(작사가)) / 또 다른 만남을 위해(김민종) / 나를 찾아서(김민종) / 영영(김민종, 녹색지대, 이상아) / 미워요(김민종, 녹색지대, 이상아) / 칠갑산(김민종) / 그대와 영원히(김민종) / 이왕 시작된 인생(김민종) / 무한 우정(녹색지대) / 사랑을 할거야(녹색지대) / 풍선(녹색지대, 김민종)                                                                                              |
|      | 1996년 9월 7일   | 변진섭           | 변진섭                                     | 김영선 |               | 홀로 된다는 것 / 너무 늦었잖아요 / 숙녀에게 / 새들처럼 / 구름 닮은 친구 / 그리움만 쌓이네(황영조, 노영심) / 별리 / 둘리 / Unchained Melody / 희망사항 / 아름다운 기억만으로 / 에필로그 / 우리의 사랑이 필요한거죠 |
|      | 1996년 9월 14일  | 스콜피온스       | 스콜피온스                                 |        |               | |
|      | 1996년 9월 21일  | 포트레이트       | PORTRAIT 가을빛 추억                       |        |               | |
|      | 1996년 9월 28일  | 이미자           | 이미자 스페셜                              | 박성명 |               | 황성옛터, 목포의 눈물, 눈물 젖은 두만강, 애수의 소야곡, 고향초 / 카츄사의 노래, 오동동 타령, 과거를 묻지 마세요 / 검은 상처의 부르스, 떠날 때는 말없이 / 뜨거운 안녕, 종점, 연인의 길 / 사랑은 눈물의 씨앗, 가슴 아프게, 사랑만은 않겠어요, 오동잎 / 가을비 우산 속(최헌) / 멍에, 우린 너무 쉽게 헤어졌어요, 비 내리는 영동교 / 동백 아가씨, 남자는 배 여자는 항구(심수봉) / 가버린 사랑, 홀로된다는 것 / 스피드 / 타인                                 |
|      | 1996년 10월 5일  |                  | 96 가을콘서트                              |        |               | |
|      | 1996년 10월 12일 | 서세원           | 서세원 오늘은 왠지                         |        |               | |
|      | 1996년 10월 26일 | 김완선           | 김완선 나만의 것                           | 김영선 |               | 나만의 것 / 싫어요 / 삐에로는 우릴 보고 웃지 / 애수 / 애정만세 / My way / 오늘밤, 나 홀로 뜰앞에서, 리듬속에 그 춤을, 기분좋은 날 / 그건 너, 이젠 잊기로 해요 / 탤런트 / 기분좋은 날 / 체인징 파트너 / 그건 너 / 나만의 것, 가장무도회 |
|      | 1996년 11월 9일  |                  | 김현식 그대 내 곁에                        | 박성명 |               | 내사랑 내곁에(김현식(영상)) / 떠나가버렸네(봄여름가을겨울) / 봄여름가을겨울(봄여름가을겨울) / first of may(박정운) / 사랑했어요(박정운) / 한국사람(이정선) / 골목길(정경화, 엄인호(신촌블루스)) / 비처럼 음악처럼(권인하) / 어둠 그 별빛(권인하) / 비오는 날의 수채화(김장훈, 박정운, 권인하) / 다시처음이라우(김장훈) / 언제나 그대 내곁에(김장훈) / 내사랑 내곁에(다함께)                                                                             |
|      | 1996년 11월 16일 | 신승훈           | 신승훈 내 방식대로의 사랑                  | 전진국 |               | 이쯤해서 / I LOVE YOU / 당신은 사파이어처럼 / 사랑느낌 / 로미오와 줄리엣 / 날 울리지마 / 내 방식대로의 사랑 / 사랑 / game of R.O.K / 운명 / 나보다 조금더 높은곳에 니가 있을뿐 / 보이지 않는 사랑 / 그후로 오랫동안 / 처음 그느낌처럼 |
|      | 1996년 11월 23일 | 윤수일           | 윤수일 도시의 이별                         | 전진국 |               | 사랑만은 않겠어요 / 떠나지마 / 제2의 고향 / 황홀한 고백 / 갈대 / 안녕 / 두메산골 / 안개낀 장충단 공원 / 찻잔의 이별(윤수일,최진희) / 첫사랑의 눈물(최진희) / 환상의 섬 / 태화강연가 / 아파트 / 도시의 이별 |
|      | 1996년 11월 30일 | 이선희           | 이선희 변신 그리고 사랑                    | 홍순창 |               | J 에게 / 라일락이 질때 / 도시의 사냥꾼 / 회색도시 / 갈등 / 한바탕웃음으로 / 나항상 그대를 / 아 옛날이여 / 추억의 책장을 넘기며 / 빗속의 여인 / 나의노래 / 조각배 / 아카라카치 |
|      | 1996년 12월 7일  |                  | 클래식 사랑과 감사의 콘서트                |        |               | |
|      | 1996년 12월 21일 | 인순이           | 인순이 또 다른 시작                        | 전진국 |               | MOVE / 떠나야할 그사람 / I who have nothing(나 가진것 없어도) / Newyork Newyork / 하늘을 바라보소 / 화이트크리스마스 / 징글벨 / 어메이징그레이스 / 또 / 이별연습 / Far from over(다시시작해) / 아껴둔 사랑을 위해 / 쇼 |
|      | 1996년 12월 28일 | 조영남           | 조영남 추억의 팝송                         | 김경식 |               | Unchained Melody / The Green Green Grass of Home / Your Cheating Heart / Can't help falling in love / Banks of the Ohio / Do Lord / 우리들의 이야기 / Don't forget to remember(김세환, 윤형주, 조영남) / Kiss and Say Goodbye(김도향) / Cotton Fields(나도향, 김세환, 윤형주, 조영남) / Proud Mary(물레방아 인생)(조영남, 인순이) / Save the Last Dance for Me(마지막 춤은 나와 함께) / It's Now or Never / My way / The Power of Love / I Understand   |

### 1997년
| 회차 | 방송일           | 메인 출연자          | 타이틀                                            | 연출   | 영상 (풀버전) | 공연 내용 |
| ---- | ---------------- | -------------------- | ------------------------------------------------- | ------ | ------------- | --- |
|      | 1997년 1월 4일   | -                    | 클래식 새해 소망의 콘서트                         |        |               | |
|      | 1997년 1월 11일  | 박미경, 노이즈, 클론 | 박미경 노이즈 클론 우리가 빛이 될 수 있다면       | 홍순창 |               | Everybody Dance now(노이즈, 클론, 박미경) / 난(클론) / 영화처럼(클론) / 다 잘못했어(클론) / 사랑+거짓말=끝(클론) / 쿵따리 샤바라(클론) / 이브의 경고(클론) / 이유 같지 않은 이유(박미경) / 기억 속의 먼 그대에게(박미경) / 아담의 심리(박미경) / 위선자(노이즈) / 상상속의 너(노이즈) / 어제와 다른 오늘(노이즈) / 홀로서기(노이즈) / Make love in this season(이 계절에 사랑을)(노이즈) / 성형미인(노이즈) / 우리가 빛이 될 수 있다면(노이즈, 박미경, 클론) |
|      | 1997년 1월 18일  | 송대관               | 송대관 노래처럼 사는 인생                         | 홍순창 |               | 해뜰날(KBS합창단, 연합합창단, KBS예술단) / 부탁 / 명동 나그네 / 모습이 / 세월이 약이겠지요 / 정때문에 / 네가 뭔데 / 우리 순이 / 고향이 남쪽이랬지 / 큰소리 뻥뻥 / 잃어버린 30년 / 옥경이 / 앉으나 서나 당신생각 / 혼자랍니다(송대관, 이화수) / 아내의 생일 / 당신은 내 여자요 / 차표 한장 / 해뜰날 |
|      | 1997년 1월 25일  | 설운도               | 설운도 너만을 사랑했다                            | 김경식 |               | 쌈바의 여인(설운도, KBS예술단) / 혼자이고 싶어요 / 원점 / 마음이 울적해서 / 임하룡, 설운도, 김완선, 김애경 / 사랑의 트위스트 / 하얀 백두산 / 보고 싶은 여인아(김건모) / 산장의 여인(김건모, 설운도) / 잃어버린 30년 / 가까이 하기엔 너무 먼 당신(설운도, 영턱스클럽) / 정(영턱스클럽) / 나침반(영턱스클럽) / 너만을 사랑했다 / 다함께 차차차 |
|      | 1997년 2월 1일   | 오현명               | 클래식노래 나그네 오현명                          |        |               | |
|      | 1997년 2월 8일   | 남진                 | 설날특집 남진 30년 사랑과 노래와                  | 전진국 |               | 가슴 아프게(KBS예술단) / 울려고 내가 왔나 / 사랑하고 있어요 / 우수 / 별아, 내 가슴에 / 이슬비 / 대학 1년생 / 너와 나 / 미워도 다시 한 번 / 비나리 / 사랑밖엔 난 몰라 / 불타는 연가 / 마음이 고와야지 / 젊은 초원 / 나에게 애인이 있다면 / 그대여 변치 마오 / 님과 함께 / You are my destiny(당신은 나의 운명) / Walk away(떠나가주오)(남진, 신효범) / 널 닮은 세상에서(신효범) / 우리네 인생(남진, 남선희(살풀이), 조주선(구음)) / 어머님 / 빈 잔 / 내 영혼의 히로인 / 사랑은 어디에 |
|      | 1997년 2월 15일  | 나미, 최진희         | 나미 최진희 따로 또 같이                          | 홍순창 |               | 오프닝(KBS 예술단) / 빙글빙글(최진희) / 인디언 인형처럼(나미) / 보이네(나미) / 마지막 인사(나미) / 슬픈인연(나미) / 미움인지 그리움인지(나미) / 영원한 친구(나미) / 빙글빙글(나미) / 그대는 나의 인생(최진희) / 바람에 흔들리고 비에 젖어도(최진희) / 사랑의 미로(최진희) / 꼬마 인형(최진희) / 우린 너무 쉽게 헤어졌어요(최진희) / 미련 때문에(최진희) / 첫 사랑의 눈물(최진희) / 정주고 내가 우네(최진희) / 골목길(최진희, 나미) |
|      | 1997년 2월 22일  | 김종서               | 김종서 록 신드롬                                  | 전진국 |               | Free Style 2 / 내가 만든 세상 / 다시 난 사는거야 / 지금은 알 수 없어 / 세상밖으로 / 영원 / Hard to say I'm sorry(미안하다고 말하긴 힘들어) / Get away(벗어나) / 새가 되어 가리(김종서, 시나위) / 은퇴선언(시나위) / 플라스틱 피플 / 아름다운 구속 / 추락천사 / 대답없는 너 |
|      | 1997년 3월 8일   |                      | 클래식 봄 마음의 노래                             |        |               | |
|      | 1997년 3월 15일  | 이한필, 박형준       | 이한필 박형준 음악 그리고 우정                    | 전진국 |               | 종이배(이한필, 박형준) / 첫사랑의 언덕(이한필, 박형준) / Love is a many splendored thing(사랑은 아름다워)(이한필, 박형준) / Fly me to the moon(저 달로 날 보내주)(이한필) / When I fall in love(박형준) / 저녁한 때의 목장풍경(이한필) / 나 홀로 있어도(박형준) / 눈물을 감추고(이한필) / Mo'better blues(신관웅 재즈 5중주단) / I love you for sentimental reasons(그대를 사랑하는 이유)(이한필) / Mona Lisa(모나리자)(박형준) / It don't mean a thing(의미없어요)(윤희정) / Take the 'A' train(유진박) / It's only a paper moon(윤희정, 유진박) / Blue moon(이한필, 박형준) / In the mood(KBS 예술단) / Hello Dolly(이한필) / And I love you so(박형준) / Yesterday(이한필, 박형준) |
|      | 1997년 3월 22일  | 훌리오 이글레시아스  | 훌리오 이글레시아스 헤이! 훌리오                  |        |               | |
|      | 1997년 3월 29일  | 하춘화               | 춘화가무 하춘화                                   | 김경식 |               | 아리랑 목동(하춘화, KBS 예술단) / 영암 아리랑 / 닐니리 맘보 / 꽃밭에서 / 찔레꽃 / Rose garden(장미 정원) / 하! 춘화를 다시 본다 / 어디가 좋아서 / 쌈바의 여인(하춘화, 설운도) / 사랑의 트위스트(설운도) / 울어라 기타줄아 / 청춘고백 / 애모 / 난생처음 / 무죄 / 날 버린 남자 |
|      | 1997년 4월 5일   |                      | 클래식 3인의 테너                                 |        |               | |
|      | 1997년 4월 12일  | 신중현               | 신중현 FOREVER                                    | 남현주 |               | 커피한잔(넥스트) / 바람(강산에) / 미련(봄여름가을겨울) / 미인(강산에, 시나위, 넥스트, 봄여름가을겨울, 신윤철) / 작은거인 신중현을 말한다 1(이종환) / 늦기전에(솔리스트) / 떠나야할 그사람(솔리스트) / 님은 먼 곳에 (솔리스트, 한영애) / 봄(한영애) / 꽃잎(시나위) / 빗속의 여인(박정운) / 현대대중가요의 대부 신중현을 말한다 2(양희은, 배철수, 김종서, 강헌, 이문세) / 봄비(한영애, 강산에, 김종진, 박정운) / 아름다운 강산(전출연자) |
|      | 1997년 4월 26일  | 송대관, 현철, 태진아 | 송대관 현철 태진아 트로트 우정                    | 전진국 |               | 옥경이(태진아) / 해뜰날(송대관) / 사랑은 나비인가봐(현철) / 친구야 친구(태진아, 송대관, 현철) / 내 마음 별과같이(현철) / 청춘을 돌려다오(현철) / 들국화 여인(현철) / 정때문에(송대관) / 차표 한장(송대관) / 큰소리 뻥뻥(송대관) / 미안 미안해(태진아) / 노란 손수건(태진아) / 내 마음 별과같이(송해, 태진아, 송대관, 현철) / 앉으나 서나 당신생각(현철) / 옥경이(태진아) / 우리 순이 (태진아, 송대관, 현철) / 꽃순이를 아시나요(태진아) / 아내에게 바치는 노래(송대관) / 봉선화 연정(현철, 태진아, 송대관) / 당신은 내 여자(송대관) / 두여인(태진아) / 보고싶은 여인(현철) / 친구야 친구(태진아, 송대관, 현철) |
|      | 1997년 5월 3일   | 주현미, 현숙, 설운도 | 부모사랑 주현미 현숙 설운도                       | 김경식 |               | 불효자는 웁니다(주현미, 설운도 (기타 김일도, 아코디언 유을성)) / 아빠의 청춘(KBS 예술단) / 명동블루스(주현미, 설운도) / 황혼의 블루스(주현미, 설운도) / 대지의 항구(주현미, 설운도) / 청춘의 꿈(주현미, 설운도) / 미사의 노래(주현미) / 비의 탱고(설운도) / 편지낭독(현숙) / 부모(현숙, 주현미, 설운도) / 일자상서(주현미) / 모정의 세월(설운도) / 비 내리는 고모령(현숙) / 사모곡(주현미) / 울고넘는 박달재(현숙) / 머나먼 고향(설운도) / 요즘여자 요즘남자(현숙) / 쌈바의 여인(설운도) / 사랑 이야기(주현미) / 사랑하는 영자씨(현숙) / 잠깐만(주현미) / 사랑의 트위스트(설운도) / 훍에 살리라(현숙, 주현미, 설운도) |
|      | 1997년 5월 10일  | 윤수일, 김연자       | 윤수일 김연자 추억                                | 남현주 |               | 아침의 나라에서(KBS 예술단) / 아파트(윤수일, 김연자) / 이별(김연자) / 별들에게 물어봐(김연자) / 서울의 찬가(김연자) / 꿈에 본 내고향(김연자) / 비내리는 고모령(김연자) / 눈물젖은 두만강(김연자) / 수은등(김연자) / 제2의 고향(윤수일) / 황홀한 고백(윤수일) / 사랑만은 않겠어요(윤수일) / 환상의 여인(윤수일) / 태화강 연가(윤수일) / 도시의 이별(윤수일) / Can't Help Falling In Love(윤수일, 김연자) / 베사메 무쵸(김연자) / 여자이니까(김연자, 윤수일) / 한많은 대동강(김연자, 윤수일) / 꿈꾸는 백마강(김연자, 윤수일) / 울고넘는 박달재(김연자, 윤수일) |
|      | 1997년 5월 17일  |                      | 소년소녀 가장과 함께 하는 콘서트 늘 푸른 마음으로 |        |               | |
|      | 1997년 5월 24일  | 이승환               | 이승환 드림 팩토리                                | 김경식 |               | 좋은날 / 너를 향한 마음 / 내게 / 엉뚱한 상상(지누) / 내 어머니 / 애원 / 덩크슛 / 제리제리 고고(이승환, 김장훈) / 무궁화 꽃이 피었습니다(이승환, 김장훈) / 붉은낙타 / 가족 |
|      | 1997년 5월 31일  | 조용필               | 조용필의 바람의 노래                              | 남현주 |               | 킬리만자로의 표범 / 내 이름은 구름이여 / 고추잠자리 / 그 겨울의 찻집 / Johnny Guitar(안성기, 조용필) / 애상 / 단발머리 / 그대를 사랑해 / 바람의 노래 / 조용필 히스토리(양파) / 꿈 / 여행을 떠나요 / 판도라의 상자 / 슬픈 베아트리체 / 그대 발길 머무는 곳에 / 마지막이 될 수 있게 |
|      | 1997년 6월 7일   | 최백호               | 최백호 낭만에 대하여                              | 오진규 |               | 오프닝(KBS 예술단) / 보고싶은 얼굴 / 내 마음 갈곳을 잃어 / 고독 / 영일만 친구 / 입영전야 / 가을 바다 가을 도시(최백호, 강부자) / 사랑하는 마음 / 오동동 타령 / 열두냥짜리 인생 / 열애 / Keep On Running / Proud Mary / 애비 / 낭만에 대하여 |
|      | 1997년 6월 21일  |                      | 시청자가 뽑은 영화주제가 특선                     | 전진국 |               | 영화 닥터지바고 중 Lara's Theme(KBS 예술단) / 영화 러브스토리 중 where Do I Begin(조영남, KBS 예술단) / 영화 내일을 향해 쏴라 중 Raindrops keep falling on my head(박미경) / 영화 사랑과 영혼 중 Unchained Melody(신효범) / 영화 로미오와 줄리엣 중 Kissing You(장혜진) / 영화 시스터 액트 중 I will follow him(박미경, 장혜진, KBS 합창단) / 영화 티파니에서 아침을 중 Moon River(유진박) / 영화 라 밤바 중 La Bamba(유진박) / 영화 시스터 액트 중 I will follow him(박미경, 장혜진, KBS 합창단, 조영남) / 영화 플래시 댄스 중 What a feeling(박미경) / 영화 귀여운 여인 중 Oh, Pretty Woman(박상민) / 영화 사관과 신사 중 Up where we belong(박상민, 장혜진, 조영남) / 영화 보디가드 중 I will always love you(신효범) / 영화 마이웨이 중 My Way(박상민, 장혜진, 조영남, 신효범, 박미경)                                                                                            |
|      | 1997년 7월 5일   | 최성수, 노사연       | 최성수 노사연 기쁜 우리 만남                      | 남현주 |               | 뮤지컬 오페라의 유령 중 Phantom of the opera(노사연, 최성수) / 뮤지컬 지킬박사와 하이드 중 Till you came into my life(최성수) / 뮤지컬 에비타 중 Don`t cry for me Argentina(노사연) / 뮤지컬 사랑은 비를 타고 중 Singing in the rain(최성수, 노사연) / 해후(최성수) / 기쁜 우리 사랑은(최성수) / 남남(최성수, 노사연) / 사는게 뭔지(최성수, 노사연) / La Bamba(노사연) / 님그림자(노사연) / 돌고 돌아 가는 길(노사연) / 그대는 모르시더이다(최성수) / 풀잎사랑(최성수) / 편지(최성수, 노사연) / 하얀나비(최성수, 노사연) / 만남(최성수, 노사연) |
|      | 1997년 7월 12일  | 민해경               | 민해경의 사랑이야기                               | 서태룡 |               | 어느 소녀의 사랑이야기(민해경, 이언경(무용)) / 그대 모습은 장미 / 그대는 인형처럼 웃고있지만 / 사랑은 이젠 그만 / 존재의 이유(김종환) / 사랑했어요(민해경, 조영남) / 내 마음 당신곁으로(민해경, 조영남, 김종환) / 지금(조영남) / 사랑을 위하여(김종환, 조영남) / 버스 안에서 / 오늘도 난 / 사랑은 세상의 반 / 내 인생은 나의 것 / 보고싶은 얼굴 |
|      | 1997년 7월 19일  | 김수희               | 김수희 여자끼리 만나요                            | 전진국 |               | 부적 (최광철(색소폰)) / 베사메무쵸 / 운명 / 서울여자 / 못잊겠어요 / 정거장 / 남행열차(김수희, 클론) / 도시탈출(클론) / 아모르(사랑) / 단현 / 부적(김수희, 차영수(해금)) / 고독한 여인 / 한오백년 / 애모 |
|      | 1997년 7월 26일  | 강산에               | 강산에 록 페스티발                                | 서태룡 |               | 삐딱하게 / 태극기 / 불시아불명백(내가 모르는 것이 아니다)(최건) / 예럴랄라(강산에, 최건) / 미인(강산에, 최건) / 문제 / 깨어나 / 라구요 / 화방고낭(꽃집 아가씨)(최건) / 봄 여름 가을 겨울(강산에, 최건) |
|      | 1997년 8월 2일   |                      | 청소년을 위한 인기그룹 빅쇼 교과서 음악회         | 전진국 |               | 쿵따리 샤바라(클론) / 라쿠카라차(클론) / 푸른 목장(영턱스클럽) / 훌랄라(영턱스클럽) / 타인(영턱스클럽) / 도시탈출(클론) / 이상인의 도시탈출(이상인, 클론) / 부모님으로부터 듣고 싶은 말 / 스와니 강(박창길 악단) / 오! 수재너(박창길 악단, 여행스케치) / 해변의 여인(쿨) / 등대지기(우리아버지합창단) / 만남(우리아버지합창단) / 과수원 길(쿨) / 산할아버지(UP) / 청소년들이 존경하는 인물 / 그때 또 다시(임창정) / 가위(유승준) / 사나이 가는 길(폼생폼사)(젝스키스) / 오빠생각(인공위성) / 섬집아기(인공위성) / 초록빛 바다(인공위성) / 푸니쿨리 푸니쿨라(인공위성) / 강원도 아리랑(스핀, 박요환) / 희망의 나라로(젝스키스) / 느낌만으로(스핀) / 도대체 왜(박요환) / 아카라카치(이선희) / 보리밭(이선희) / 동무생각(이선희, 유승준, 임창정) / 즐거운 나의 집(전출연진; 이선희 유승준 임창정 젝스키스 스핀 박요환 인공위성 우리아버지합창단 쿨 UP 여행스케치 이상인 클론 영턱스클럽) |
|      | 1997년 8월 9일   |                      | 청소년을 위한 인기그룹 빅쇼 여름방학 음악회       | 남현주 |               | 썸머 징글벨(박진영) / 그녀는 예뻤다(박진영) / 여행자(박진영, 박미경) / 조개껍질 묶어(박진영, 박미경) / 이유같지 않은 이유(박미경) / 청소년들이 현재 가장 간절히 원하는 것은?(손범수, 박진영, 박미경) / Summer Dream(임창정) / O Sole mio(오 나의 태양)(조영수) / 향수(임창정, 조영수) / 쿵따리 샤바라(클론) / 도시탈출(클론) / 판소리 흥부가 중 '화초장' 대목(신영희) / 쾌지나 칭칭나네(신영희, 클론, 손범수) / 사랑의 찬가(김세영) / 해변으로 가요(소찬휘) / 클레멘타인(젝스키스) / 부모가 바라는 자녀가 하지 말았으면 하는 것은?(젝스키스, 손범수) / 사나이가는 길(폼생폼사)(젝스키스) / 연정(젝스키스) / 연가(젝스키스, 소찬휘, 김세영, 클론, 신영희, 조영수, 박미경, 박진영, 임창정) |
|      | 1997년 8월 16일  |                      | 청소년을 위한 인기그룹 빅쇼 강변 음악회           | 서태룡 |               | 쿵따리 샤바라(클론) / 도미니끄(김원준) / 얄개시대(김원준) / 프로포즈(홍지호) / 피크닉의 노래(홍지호) / 산바람 강바람(지누션) / 둥글게 둥글게(지누션) / 말해줘(지누션) / Memories(사준) / 엄마야 누나야(사준) / 고기잡이(사준) / 바다(UP) / 아빠는 엄마를 좋아해(UP) / Take me home country roads(김성면) / 도시탈출(클론) / 매기의 추억(클론) / 칠갑산(이창훈, 황영조) / 아담의 심리(박미경) / 바위고개(박미경, 김성면) / 우리의 소원(전출연진; 박미경 김성면 이창훈 황영조 클론 UP 사준 지누션 홍지호 김원준) / 젊은 그대(전출연진) |
|      | 1997년 8월 23일  |                      | 청소년을 위한 인기그룹 빅쇼 음악 선생님과 함께    | 오진규 |               | 오브라디 오브라디(KBS 예술단) / 캔디(H.O.T) / 희망의 속삭임(쿨) / 아가씨들아(클론) / 매기의 추억(H.O.T) / 행복(H.O.T) / 해변의 여인(쿨) / 옹헤야(쿨, 클론, 손범수) / 쿵따리 샤바라(클론) / 노을(백동우) / 마법의 성(백동우, 임창정) / Yesterday(임창정) / 흔들리지마(백동우) / 그때 또 다시(임창정) / 가고파(음악선생님) / 올드 블랙 죠(음악선생님, 젝스키스) / 홍하의 골짜기(전출연자) |
|      | 1997년 9월 6일   | 현철, 설운도         | 현철 설운도 트롯스타 두 남자가 가는 길            |        |               | 바닷가에서(설운도) / 해변의 여인(현철) / 바다의 교향시(설운도, 현철) / 뜨거운 안녕(설운도) / 허공(현철) / 비내리는 명동거리(설운도) / 울어라 열풍아(현철) / 환상의 여인(설운도, 현철) / 싫다 싫어(설운도, 현철) / 다함께 차차차(설운도, 현철) / 짝사랑(이호섭, 박윤경, 신수미, 김혜연) / 상처(설운도) / 장녹수(현철) / 보고싶은 여인(설운도, 현철) / 하얀 백두산(설운도) / 들국화 여인(현철) / 사랑의 트위스트(설운도) / 낭만에 대하여(설운도, 현철) |
|      | 1997년 9월 13일  | 이미자               | 이미자 한국여인의 노래                            |        |               | |
|      | 1997년 9월 20일  | 인순이, 이광조       | 인순이 이광조 이색화음                            | 서태룡 |               | The Power of Love(이광조) / All by my self(인순이) / Pround Mary(인순이, 이광조) / 밤이면 밤마다(인순이) / 가까이 하기엔 너무 먼 당신(인순이, 이광조, 이언경(무용)) / 무니 맘보(이광조) / 오늘 같은 밤(이광조) / 청춘을 돌려다오(인순이) / 흑산도 아가씨(이광조) / 남행열차(인순이, 이광조) / Saints go marching in(KBS 예술단) / 오늘같은 밤이면(인순이) / 난 아직 모르잖아요(이광조) / 모두다 사랑하리(인순이, 이광조) / New York New York(인순이, 이광조) |
|      | 1997년 9월 27일  | 임창정               | 임창정과 친구들                                   | 남현주 |               | Wake me up before you go go(임창정, KBS 예술단) / 이미 나에게로 / Breathe again / 인터뷰(임창정, 홍록기) / 말해줘(지누션, 임창정) / 인터뷰(임창정, 이병헌, 손범수, 엄기백) / 축복합니다(이병헌) / 결혼해줘 / Summer Dream / 인터뷰(김형석, 임창정, 손범수) / 그때 또 다시 / 영화 비트 주제가 '슬픈연가' / 그때 또 다시 |
|      | 1997년 10월 4일  | 양희은, 김세환       | 통기타세대의 가을                                 | 오진규 |               | *가을편지(양희은) / 사랑하는 마음(김세환) / Don't forget to remember(김세환) / 한계령(양희은) / 내 나이 마흔살에는(양희은) / 사랑이야(양희은) / 우리는(송창식) / 담배가게 아가씨(송창식) / 스위스 아가씨(김홍철) / 아침이슬(양희은) / 토요일 밤에(김세환) / 두 개의 작은별(양희은, 김세환) |
|      | 1997년 10월 11일 | 김미화               | 김미화의 웃음세상                                 | 전진국 |               | Sing Sing Sing(김미화, 김영근, KBS 예술단) / 미화스토리 / 무인도(김미화) / 미화스토리 / 개그콘테스트(코미디 세상만사 PD 이승면, 김진홍, 변호사 고승덕) / 판소리 "놀부가" 중 한대목(신영희, 김미화) / 서세원의 미화청문회(서세원, 김미화) / 봄비(서세원, 김미화) / 말해줘(지누션) / DOC와 춤을(송은이, 이병진, 김성규) / 사랑을 할거야(남편 김영남, 김미화, 딸 유림, 예림) / 이디오피아 어린이들과 함께 / MUSETTE - 김미화, 김미경(첼로) / 릴케의 시 "가을의 기도"(정덕희) / 여러분(김미화) |
|      | 1997년 10월 18일 | DJ DOC               | DJ.DOC와 함께                                     | 남현주 |               | DOC와 함께 춤을(DJ DOC, DJ머프, DJ조) / 슈퍼맨의 비애(DJ DOC, DJ머프, DJ조) / 겨울이야기(DJ DOC, DJ머프) / Remember / 상심(R.ef) / 심연(R.ef) / Things change(김덕수 사물놀이패, DJ DOC) / DOC 이야기 / 머피의 법칙 / 뱃놀이(DJ DOC, 김덕수 사물놀이패) / Goodbye(김창렬) / Yesterday / 여름이야기(DJ DOC, DJ머프) / Everybody(DJ DOC, DJ머프) |
|      | 1997년 10월 25일 | 정수라               | 정수라 환희의 노래                                | 서태룡 |               | 환희(정수라) / 바람이었나(정수라) / 사랑을 할꺼야(정수라, 녹색지대) / 가을의 전설(녹색지대) / 사랑해줘(정수라) / I.O.U(정수라) / 첫차(이성미, 정수라, 방실이) / Mother of mine(나의 어머니)(정수라) / 바람이려오(이용) / 잊혀진 계절(이용, 정수라) / 바람 바람 바람(정수라) / 아 대한민국(정수라)(오프닝 장식 변경) |
|      | 1997년 11월 1일  | 길은정               | 길은정의 소중한 사랑                              | 오진규 |               | 열정 / 외로운 여자 / 마지막 연인 / 만남(노사연, 길은정) / 잘은 모르겠지만 / You're the one that I want / 인터뷰 - 원종배, 길은정 / To sir with love / 존재의 이유 / 소중한 사람(길은정, 노래친구들) / Smile again |
|      | 1997년 11월 15일 | 패티김, 조영남       | 패티김 조영남                                     | 서태룡 |               | 우리 사랑(패티김, 조영남) / 고엽, 지금(패티김) / Can't help falling in love, 가을을 남기고 간 사랑(조영남) / The Rose, A love until the end of time(패티김, 조영남) /내 고향 충청도, 잊혀진 계절(조영남) / 가시나무새, 테네시 왈츠(패티김) / 그대 그리고 나, 사랑이여, 우리 사랑(패티김, 조영남) |
|      | 1997년 11월 22일 | 유열, 박정운         | 유열 박정운의 열정                                | 남현주 |               | HoundDog(박정운) / Don't be cruel (유열 ) / Can't help falling in love(박정운, 유열) / Jailhouse Rock(박정운, 유열) / 오늘 같은 밤이면(박정운) / 화려한 날은 가고(유열) / 난 그대만을 사랑했나봐(박정운) / 그저 그런 사랑이야기(박정운) / 솔직히 말하자면(박정운) / 너의 뒤에서(박정운) / Love is a wonderful thing(박정운, 유열) / 가을비 / 에루화 / 지금 그대로의 모습으로 / 나만의 그대 그대만의 나(유열) / 이별이래 / 먼 훗날에 / 비오는 날의 수채화(박정운, 유열) |
|      | 1997년 12월 6일  | 이은하               | 이은하 아직도 그대는 내사랑                       | 서태룡 |               | 아직도 그대는 내사랑 / 밤차 / 아리송해 / 돌이키지마(이은하)/ 사랑은 생명의 불꽃(김보연) / 나는 문제없어 / Stop / 사랑도 못해본 사람은(이은하) / 그때는 좋았지(김창완) / 임 마중 / 미소를 띄우며 나를 보낸 그 모습처럼 / 겨울장미 / 최진사댁 셋째딸(이은하) |
|      | 1997년 12월 13일 | 지누션, 영턱스클럽   | Go! 지누션 영턱스클럽                             | 남현주 |               | Jinusean Bomb/가솔린(지누션) / 타인 /못난이 컴플렉스 /질투(영턱스클럽) / 지누션 X-FILE / I will be missing you(지누션, 이새영, DJ 페리 / Celebrate(지누션, 이새영, DJ 페리) / 숨은 얼굴을 찾아라! 지누션&영턱스클럽 / Pay Attention / Honesty / 이 밤이 깊어가지만(영턱스클럽) / Come Back Home(지누션, 영턱스클럽) / 미행(지누션) /정(영턱스클럽) / 말해줘(영턱스클럽, 지누션) |
|      | 1997년 12월 20일 | 송대관, 태진아       | 송대관 태진아 어제 그리고 내일                    | 오진규 |               | 오프닝(KBS 예술단) / 길 잃은 철새(송대관) / 과거는 흘러갔다(태진아) / 옥경이(태진아) / 아내의 생일(송대관) / 해뜰날 (송대관) /날개(태진아) / 아내에게 바치는 노래(임종수:작곡가, 태진아) / 세월이 약이겠지요(신대성:작곡가, 송대관) / 당신은 내 여자(송대관) / 애인(태진아) /차표 한 장, 노란 손수건, 정때문에, 미안 미안해, 사는게 뭔지(송대관, 태진아) |
|      | 1997년 12월 27일 | 조관우               | 조관우의 기다림                                   | 서태룡 |               | 삐리의 계획, 슬픈인연(조관우) / 하늘, 나무, 바다, 별의 이야기(조관우, KBS 어린이합창단) / 사물놀이(류태평양 사물놀이팀) / Tragedy / 길(조관우) / 백만송이 장미(심수봉) / 여자이니까(심수봉, 조관우) / 꽃밭에서, 늪(조관우) |

### 1998년
| 회차 | 방송일         | 메인 출연자 | 타이틀                    | 연출   | 영상 (풀버전) | 공연 내용 |
| ---- | -------------- | ----------- | ------------------------- | ------ | ------------- | --- |
|      | 1998년 1월 3일 | H.O.T       | H.O.T - WE ARE THE FUTURE | 남현주 |               | GO H.O.T / 자유롭게 날 수 있도록 / 행복 / HOW DEEP IS YOUR LOVE / 이별(이지훈) / 널 사랑한만큼 / 내가 필요할 때 / 오늘도 짜증나는 날이네 / H.O.T 박물관 / WE ARE THE FUTURE / 캔디 (H.O.T, 이경희, 김계순) / 여자 여자 여자 / 당신의 의미 / 남행열차 / 캔디 / H.O.T Top Secret / YOU ARE NOT ALONE(유영진) / 너와 나 |

## 편성 변경

### 1995년
- 3월 25일: 제1회 KBS 슈퍼탤런트 선발대회 방송으로 결방.
- 4월 1일: 제33회 《대종상》시상식 중계방송으로 결방.
- 5월 6일: 1995년 《프로축구》 개막쇼 및 개막 경기 중계방송으로 결방.
- 7월 1일: 삼풍백화점 붕괴 사고 관련 뉴스특보로 결방.
- 8월 5일: 무궁화 1호 발사 관련 뉴스 특보 편성으로 결방.
- 9월 2일 : 유니버시아드 대회 축구 결승전 <한국 VS 일본> 중계 편성으로[6] 결방.
- 9월 30일 : 7시 20분부터 KBS 스포츠 2002 월드컵 유치 마라도나 초청 축구 <한국 VS 보카주니어스> 중계 편성으로 결방[7].

### 1996년
- 3월 2일 : 생방송 공사창립 23주년 기념 <KBS 최고가수 대축제> 편성으로[8] 결방.
- 3월 9일 : 6시부터 <슈퍼탤런트 선발대회> 편성으로[9] 결방.
- 4월 6일 : 뉴스 특보 편성으로 결방.
- 4월 20일 : 7시 30분부터 장애인의 날 특집 《열린음악회》편성으로[10] 결방.
- 4월 27일 : 6시 30분부터 제 3회 《대종상》시상식 편성으로[11] 결방.
- 5월 11일 : 6시 10분부터 프로축구 개막행사 및 개막경기 <수원 삼성 VS 전북> 중계 편성으로 결방.
- 6월 1일 : 특집 <2002년 월드컵 주최국 결정> 편성으로[12] 결방.
- 8월 17일 : 7시 30분부터 월드쇼 <세계와 손잡고> 편성으로[13] 결방.
- 10월 19일 : 7시 15분부터 서울대 개교 50주년 기념 <KBS 캠퍼스 연주회> 편성으로[14] 결방.
- 11월 2일 : 뉴스특보 편성으로 결방.
- 12월 14일 : 7시 30분부터 특별생방송 <열린음악회 자선 대공연> 편성으로[15] 결방.

### 1997년
- 3월 1일 : 7시 20분부터[16] 방송 70년 KBS 50년 최고가수 대축제 <패티김 이미자 조영남> 편성으로 결방.
- 4월 19일 : 7시 20분부터 97 장애인 가요제전 <사랑의 노래 마음의 노래> 편성으로[17] 결방.
- 6월 14일 : 7시 20분부터 <정치개혁을 위한 국민제안 대토론회> 1부 편성으로 결방.
- 6월 28일 : 7시 20분부터 특별생방송 <평화를 생각하는 KBS 열린음악회> 편성으로[18] 결방.
- 8월 30일 : 7시부터 <한중 국가대표 축구> 중계 편성으로 결방.
- 11월 8일 : 6시 50분부터 프랑스 월드컵 아시아 B조 최종예선 <일본 VS 카자흐> 중계 편성으로 결방.
- 11월 29일 : 6시부터 프랑스 월드컵 최종예선 <호주 VS 이란> 중계 편성으로[19] 결방.

## 같이 보기
- 열린음악회
- 가요톱10